# Харрелл, Маэстро
Маэ́стро Ха́ррелл (англ. Maestro Harrell; род. 29 июля 1991, Чикаго, Иллинойс) — американский актёр, певец и танцор. Наиболее известен по роли Рэнди Вагстаффа в культовом телесериале HBO «Прослушка».

## Карьера
В 2015 получил роль Мэтта в двух эпизодах сериала «Бойтесь ходячих мертвецов».

## Фильмография
| Год     | Русское название                    | Оригинальное название              | Роль                      | Примечания                      |
| ------- | ----------------------------------- | ---------------------------------- | ------------------------- | ------------------------------- |
| 1997    | Миго                                | Meego                              | Маркус                    | Эпизод: «Magic Parker»          |
| 1998–99 | Парни как мы                        | Guys Like Us                       | Маэстро Харрис            | 13 эпизодов                     |
| 2001    | Али                                 | Ali                                | молодой Кассиус Клэй      | Фильм                           |
| 2002    | Парикмахерская                      | Barbershop                         | покупатель Тиллман        | Фильм                           |
| 2007    | Скорая помощь                       | ER                                 | Тодд                      | Эпизод: «Lights Out»            |
| 2007    | Детектив Раш                        | Cold Case                          | Терранс Картер '02        | Эпизод: «Wunderkind»            |
| 2006–08 | Прослушка                           | The Wire                           | Рэнди Вагстафф            | 14 эпизодов                     |
| 2008    | Повышение                           | The Promotion                      | первый мальчик на стоянке | Фильм                           |
| 2008    | Золотые руки. История Бена Карсона  | Gifted Hands: The Ben Carson Story | Джо (подросток)           | ТВ фильм                        |
| 2009    |                                     | Lowering the Bar                   | Пимп Ди                   | Короткометражка                 |
| 2010    | Команда «Шпиц»                      | Team Spitz                         | Тий                       | ТВ фильм                        |
| 2010    | Знакомство с Браунами               | Meet the Browns                    | Антонио                   | 2 эпизода                       |
| 2010    | Обмани меня                         | Lie To Me                          | Тирел                     | Эпизод: «Delinquent»            |
| 2010    | Польский бар                        | Polish Bar                         | Дэван                     | Короткометражка                 |
| 2011    | Защитница                           | The Protector                      | Таггер                    | Эпизод: «Revisions»             |
| 2012    | C.S.I.: Место преступления Нью-Йорк | CSI: NY                            | Моррис Дэвис              | Эпизод: «Unwrapped»             |
| 2011–14 | Пригород                            | Suburgatory                        | Малик ЛеФрик              | 30 эпизодов                     |
| 2013    | Свой в доску                        | The Soul Man                       | молодой прихожанин        | Эпизод: «The Punching Preacher» |
| 2015    | Бойтесь ходячих мертвецов           | Fear the Walking Dead              | Мэтт Сейл                 | 2 эпизода                       |
| 2015    | Что-то наподобие ненависти          | Some Kind of Hate                  | Вилли                     | Фильм                           |
| 2015    | Неупокоенная                        | Dark Summer                        | Кевин Даудл               | Фильм                           |
| 2019    | Адам портит всё                     | Adam Ruins Everything              | Тре                       | Эпизод: «Adam Ruins a Sitcom»   |